# Stora Kastasjön
Stora Kastasjön är en sjö i Borlänge kommun i Dalarna och ingår i Dalälvens huvudavrinningsområde.